# 1980-as Formula–1 monacói nagydíj
A monacói nagydíj volt az 1980-as Formula–1 világbajnokság hatodik futama.

## Futam
Az időmérő edzésen Didier Pironi volt a leggyorsabb, mögötte Reutemann és Alan Jones végzett. A rajtnál a középmezőnyben nagy baleset történt: Derek Daly belerohant Bruno Giacomelli Alfa Romeójába, de megsérült Alain Prost, Jarier és Jan Lammers autója is. Jones eközben megelőzte Reutemannt, ám a 24. körben technikai hiba miatt kiesett. Ekkor elkezdett esni az eső, Pironi pedig az 55. körben sebességváltójának hibája miatt balesetezett a Kaszinónál. Depailler motorhibával állt ki, így Reutemann győzött a Williamsszel, a második Jacques Laffite, a harmadik Nelson Piquet lett.
| Helyezés | #  | Versenyző             | Csapat/Motor    | Körök | Idő/Kiesés oka  | Rajthely | Pontszám |
| -------- | -- | --------------------- | --------------- | ----- | --------------- | -------- | -------- |
| 1        | 28 | Carlos Reutemann      | Williams-Ford   | 76    | 1:55:34,365     | 2        | 9        |
| 2        | 26 | Jacques Laffite       | Ligier-Ford     | 76    | +1:13,629       | 5        | 6        |
| 3        | 5  | Nelson Piquet         | Brabham-Ford    | 76    | +1:17,726       | 4        | 4        |
| 4        | 30 | Jochen Mass           | Arrows-Ford     | 75    | +1 kör          | 15       | 3        |
| 5        | 2  | Gilles Villeneuve     | Ferrari         | 75    | +1 kör          | 6        | 2        |
| 6        | 20 | Emerson Fittipaldi    | Fittipaldi-Ford | 74    | +2 kör          | 18       | 1        |
| 7        | 11 | Mario Andretti        | Lotus-Ford      | 73    | +3 kör          | 19       |          |
| 8        | 29 | Riccardo Patrese      | Arrows-Ford     | 73    | +3 kör          | 11       |          |
| 9        | 12 | Elio de Angelis       | Lotus-Ford      | 68    | Baleset         | 14       |          |
| HN       | 9  | Jan Lammers           | ATS-Ford        | 64    | Helyezés nélkül | 13       |          |
| Kiesett  | 25 | Didier Pironi         | Ligier-Ford     | 54    | Baleset         | 1        |          |
| Kiesett  | 16 | René Arnoux           | Renault         | 53    | Baleset         | 20       |          |
| Kiesett  | 22 | Patrick Depailler     | Alfa Romeo      | 50    | Motorhiba       | 7        |          |
| Kiesett  | 1  | Jody Scheckter        | Ferrari         | 27    | Meghajtás       | 17       |          |
| Kiesett  | 15 | Jean-Pierre Jabouille | Renault         | 25    | Váltó           | 16       |          |
| Kiesett  | 27 | Alan Jones            | Williams-Ford   | 24    | Differenciálmű  | 3        |          |
| Kiesett  | 23 | Bruno Giacomelli      | Alfa Romeo      | 0     | Baleset         | 8        |          |
| Kiesett  | 3  | Jean-Pierre Jarier    | Tyrrell-Ford    | 0     | Baleset         | 9        |          |
| Kiesett  | 8  | Alain Prost           | McLaren-Ford    | 0     | Baleset         | 10       |          |
| Kiesett  | 4  | Derek Daly            | Tyrrell-Ford    | 0     | Baleset         | 12       |          |
| NK       | 7  | John Watson           | McLaren-Ford    |       |                 |          |          |
| NK       | 31 | Eddie Cheever         | Osella-Ford     |       |                 |          |          |
| NK       | 17 | Geoff Lees            | Shadow-Ford     |       |                 |          |          |
| NK       | 21 | Keke Rosberg          | Fittipaldi-Ford |       |                 |          |          |
| NK       | 6  | Ricardo Zunino        | Brabham-Ford    |       |                 |          |          |
| NK       | 14 | Tiff Needell          | Ensign-Ford     |       |                 |          |          |
| NK       | 18 | Dave Kennedy          | Shadow-Ford     |       |                 |          |          |

## Statisztikák
Vezető helyen:
- Didier Pironi: 54 (1-54)
- Carlos Reutemann: 22 (55-76)

Carlos Reutemann 10. győzelme, 4. leggyorsabb köre, Didier Pironi 1. pole-pozíciója.
- Williams 7. győzelme.

John Watson 100. versenye.